# Mont Dzerbion
Le mont Dzerbion, dont l'orthographe est parfois simplifiée en Zerbion en italien (homophone), est un sommet des Alpes pennines (2 722 mètres) situé en Vallée d'Aoste entre le Valtournenche et le val d'Ayas. Sur son sommet a été édifiée en 1932 une imposante statue de la Vierge. Du sommet on aperçoit un vaste panorama sur une grande partie de la Vallée d'Aoste.
La fête de Notre-Dame du mont Dzerbion a lieu le 29 juillet de chaque année. Ce jour-là, les habitants de Saint-Vincent, Châtillon, La Magdeleine, Brusson et Ayas montent en procession jusqu'au sommet, chacun à partir de son versant. L'ascension se fait à partir d'Antagnod, dans le val d'Ayas, ou depuis La Magdeleine, dans le Valtournenche.
L'édification de la statue de Notre-Dame du mont Dzerbion est le résultat du vœu fait par les mères, les épouses et les sœurs des hommes qui combattaient sur le front pendant la Première Guerre mondiale.

## La statue

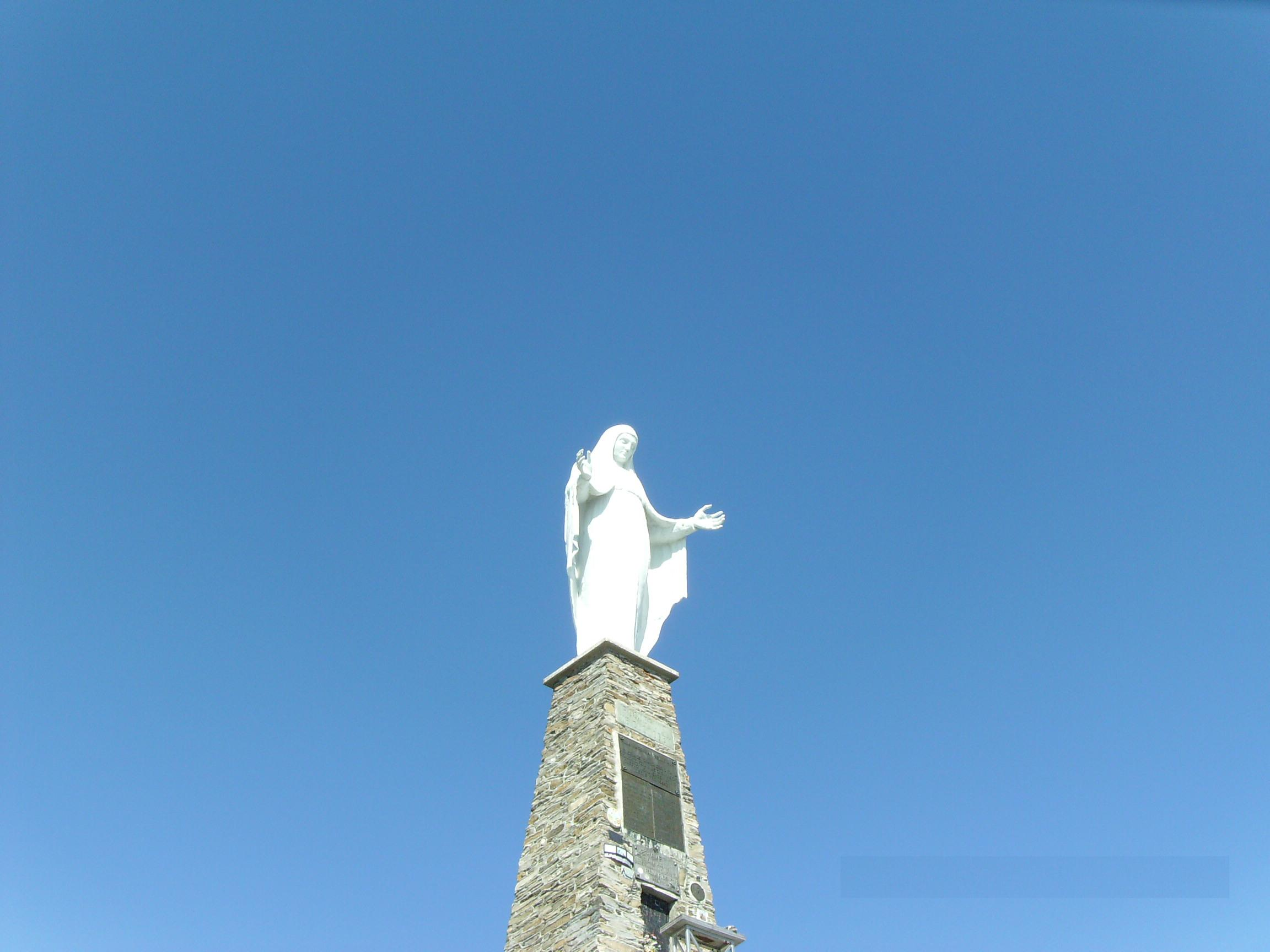
La statue de la Vierge.

Au mois de janvier 1926, un comité « pro statue à la Vierge sur le Dzerbion » est fondé à Saint-Vincent à l'instigation d'un comité d'anciens combattants, et sous le patronage du curé de la paroisse Louis Alliod, afin de recueillir les fonds  nécessaires à son édification. L'œuvre en bronze peint, inspirée de la « Madone de l'Apocalypse », fut ensuite réalisée par l'artiste Léonard Bistolfi. Les travaux débutent au printemps 1931 et après l'hiver se poursuivent l'année suivante. La maçonnerie est réalisée avec des pierres trouvées sur place, l'eau et la sable sont transportés du torrent Évançon dans le val d'Ayas à dos de mulets. Le coût des dépenses de maçonnerie s'élève à 12 000 lires.
La statue est réalisée et assemblée à Saint-Vincent et exposée à l'église paroissiale et sur la place Chevaliers de Vittorio Veneto en septembre 1931 pour être admirée par les fidèles puis démontée et transportée à dos de mulets puis à dos d'hommes par les Alpins et les anciens combattants sur une dénivellation de 2 147 mètres sur le sommet du mont Dzerbion où elle est inaugurée et bénie le 10 septembre 1932. Cette date commémore le 10 septembre 1916, journée la plus sanglante de la guerre pour le « bataillon Aoste » des Alpins.
En 1933, François Imberti, évêque d'Aoste, célèbre la messe en présence d'une foule de pèlerins accourus de nombreuses paroisses.
La Vierge, qui a les bras ouverts, mesure sept mètres de hauteur. La circonférence de la tête est de 180 cm, celle du poignet de la main droite est de 55 cm et l'ouverture des bras de main à main est de 280 cm. L'œuvre s'appuie sur un soubassement de huit mètres de hauteur, où se trouve un tout petit local avec un autel minuscule. Sur la base de la statue une plaque a été fixée sur laquelle figure la dédicace « AVE STELLA ALPIUM, AVE MATER MILITUM, AVE DULCISSIMA, AVE REGINA PACIS. 1932-X.» Il y a également une plaque de pierre avec l'inscription « POSUERUNT ME CUSTODEM » et une grand plaque de bronze où sont détaillés les noms des donateurs.
Des premiers travaux de restauration ont été effectués au cours de l'été 1968 avant une réfection complète de la statue en 1993.

## Source
- Commune de Saint-Vincent (ouvrage collectif), Saint-Vincent entre histoire, tradition, souvenir et renouveau, 2002, p. 81-82.
- Pierre-Georges Crétier, « La statue de la vierge sur le mont Dzerbion », éd. Duc, 1999, p. 212-221.
- Vincent Gorris, Les fils de Saint-Vincent, réédition Tipographie valdôtaine, Aoste, 2007.